# Martin Eichler
Martin Eichler   (Pinnow, Mecklenburg, 29 de març de 1912 - Arlesheim, 7 d'octubre de 1992) va ser un matemàtic alemany.
Eichler, fill d'un pastor luterà, va néixer a la localitat de Pinnow, a Pomerània i es va educar en un institut de Gütersloh, a Westfàlia. A partir de 1930 va estudiar matemàtiques, física i química a les universitats de Königsberg i de Zúric i, des del 1932, a la universitat de Halle, on el 1936 va obtenir el doctorat amb una tesi dirigida per Heinrich Brandt. Inicialment va ser professor ajudant a Halle, però va ser acomiadat per les autoritats nacionalsocialistes per la seva manca d'implicació política. Helmut Hasse li va aconseguir un treball com a editor de la nova edició de l'Enciclopèdia de Ciències Matemàtiques i, finalment, el va portar a la universitat de Göttingen en la qual es va habilitar per la docència el 1939. Durant els anys de la Segona Guerra Mundial va treballar al Centre de Recerca de Peenemünde i a la universitat Tècnica de Darmstadt, involucrat en la resolució d'equacions diferencials relacionades amb problemes d'aerodinàmica. El 1947 va tornar a Göttingen, però va passar els següents dos anys a Anglaterra, a les instal·lacions de prova de la Royal Air Force a Farnborough. El 1949 va retornar a Alemanya, per a ser professor associat a la universitat de Münster i el 1956 com a professor titular a la universitat de Marburg. El 1959 va acceptar una proposta per succeir Alexander Ostrowski a la seva càtedra de la universitat de Basilea, en la qual va romandre la resta de la seva carrera.
Eichler és conegut sobre tot pels seus treballs en el camp de les formes modulars i de la cohomologia. Va publicar més de vuitanta articles i monografies sobre aquests temes.